# Bread and Roses (Film)
Bread and Roses, auch unter dem Titel Brot und Rosen bekannt, ist ein Spielfilm von Regisseur Ken Loach aus dem Jahre 2000. Erzählt wird die Geschichte der illegalen Einwanderin Maya, die sich für eine Verbesserung der Arbeitsbedingungen ihrer rechtlosen Kollegen einsetzt.

## Handlung
Maya kommt als illegale Einwanderin aus Mexiko in die USA zu ihrer älteren Schwester Rosa. Diese vermittelt ihr ein Job als Putzfrau in einer tariffreien Reinigungsfirma, in der Rosa als Angestellte arbeitet. Maya wird Teil jenes Heers von Angestellten aller Nationalitäten, die nachts für einen Hungerlohn die eleganten Hochhäuser in den Businessvierteln von Los Angeles aufpolieren.
Im Gegensatz zu ihrer Schwester Rosa, die ebenfalls in der Metropole lebt, kann Maya es nicht akzeptieren, sich schamloser Ausbeutung zu unterwerfen. Als dann noch plötzlich der unkonventionelle Gewerkschaftsfunktionär Sam Shapiro auftaucht, beginnt ein harter Kampf gegen die entwürdigenden Verhältnisse. Während Sam um öffentliche Unterstützung für seinen Kampf nach gerechten Arbeitsbedingungen wirbt, versucht die Geschäftsleitung Zwietracht unter den Arbeitern zu säen. Es kommt auch zum Konflikt zwischen Maya und ihrer Schwester. Hinzu kommt, dass Sam sich in Maya verliebt, sie hingegen ist verheiratet und fühlt sich ihrem Ehemann verpflichtet.

## Hintergrund
Der Film zeigt vor dem Hintergrund der Kampagne „Justice for Janitors“ die Arbeit von so genannten Organizern in US-amerikanischen Gewerkschaften, die insbesondere in schwierigen Branchen mit signifikant niedrigen Löhnen und unterdurchschnittlichem Organisationsgrad in den letzten Jahren große Erfolge erzielt haben.
Der Titel des Films, Brot und Rosen, ist gleichzeitig ein Slogan der internationalen Gewerkschaftsbewegung. Er illustriert zwei grundlegende Gewerkschaftsforderungen, nämlich angemessene Bezahlung (Brot) und menschenwürdige Arbeitsbedingungen (Rosen).

## Kritiken
„Eine in dokumentarischem Handkamera-Stil gedrehte hoffnungsvolle Utopie über die Kraft des Einzelnen und die Solidarität mit Entrechteten, authentisch gespielt von professionellen wie von Laiendarstellern. Auf den ersten Blick ‚altmodisch‘, trifft der Film genau die Balance zwischen engagiertem Thesenstück und unterhaltsamem Politkino.“